# Gdańsk Główny
Gdańsk Główny im. Mieczysława Jałowieckiego – największa pasażerska stacja kolejowa w Gdańsku, położona na trasie Tczew – Gdynia. Mieści się w zabytkowym budynku przy ulicy Podwale Grodzkie, w Śródmieściu Gdańska. Obsługuje połączenia zarówno międzymiastowe, jak i międzynarodowe. Ze stacji Gdańsk Główny odprawianych jest najwięcej pociągów trójmiejskiej SKM. Na stacji zatrzymują się pociągi pasażerskie wszystkich kategorii. Według klasyfikacji PKP ma najwyższą kategorię – Premium. W grudniu 2023 dworzec otrzymał imię Mieczysława Jałowieckiego.

## Ruch pasażerski
| Rok  | Wymiana roczna | Wymiana pasażerska na dobę | Miejsce w Polsce |
| ---- | -------------- | -------------------------- | ---------------- |
| 2017 | 10 400 000     | 28 600                     | 10.              |
| 2018 | 8 100 000      | 22 200                     | 10.              |
| 2019 | 6 400 000      | 22 900                     | 11.              |
| 2020 | 9 200 000      | 25 100                     | 4.               |
| 2021 | 8 000 000      | 21 800                     | 9.               |
| 2022 | 11 400 000     | 31 200                     | 8.               |
| 2023 | 13 468 500     | 36 900                     | 6.               |

## Położenie
Stacja znajduje się w centrum Gdańska, w dzielnicy Śródmieście, przy ulicy Podwale Grodzkie 2. Gdańsk Główny jest częścią ważnego węzła kolejowo-tramwajowo-autobusowego. Budynek jest połączony przejściem podziemnym z dworcem autobusowym znajdującym się przy ulicy 3 Maja.
Po drugiej stronie ulicy zlokalizowano hotel Scandic (wcześniejsze nazwy: Hotel Monopol, Hotel Holiday Inn). Do 1945 tego typu obiektów było w tym miejscu więcej – m.in. hotele Continental, Reichshof (Dwór Rzeszy) oraz Norddeutscher Hof (Dwór Północno-Niemiecki).

## Historia

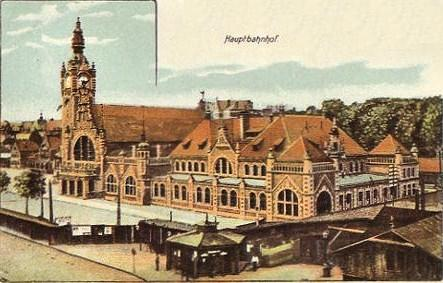
Gdańsk Główny (Hauptbahnhof) w trakcie budowy, na pierwszym planie drewniana zabudowa tymczasowej obsługi podróżnych, ok. 1900

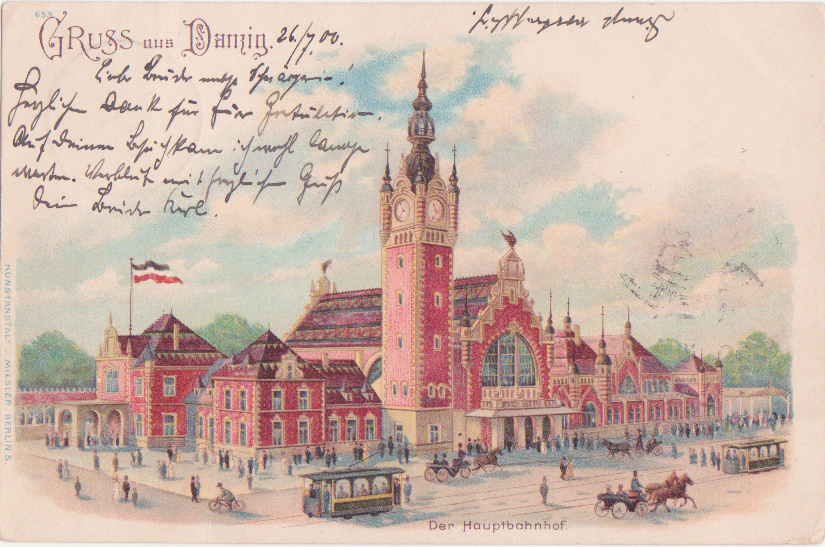
Gdańsk Główny, ok. 1903

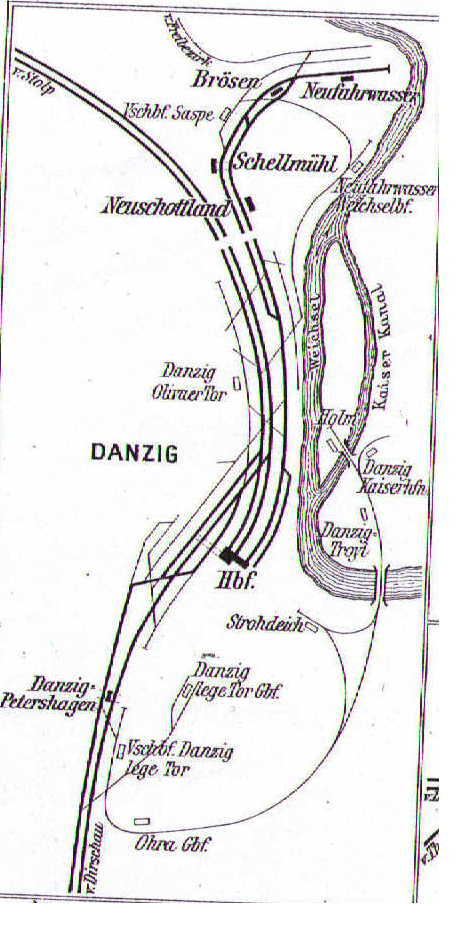
Schemat kolei w Gdańsku w 1914 roku

Pierwsza linia kolejowa w Gdańsku została otwarta w 1852. Około 1867 w rejonie dzisiejszego Dworca Głównego zbudowano niewielki, prowizoryczny dworzec pasażerski Gdańsk Brama Wyżynna. Dostęp do niego był jedynie od zachodu, od strony położonej wyżej tzw. „Promenady” (ul. 3 Maja). Od wschodu dworzec od miasta oddzielała jeszcze fosa nowożytnych fortyfikacji Gdańska. Dworzec można było zacząć rozbudowywać dopiero po zasypaniu starej fosy i zlikwidowaniu zachodnich bastionów.
Oficjalna nazwa inwestycji brzmiała „Rozbudowa dworca Gdańsk Brama Wyżynna”, a na jej realizację przeznaczono specjalną ustawą kwotę 5 milionów marek.
Reprezentacyjny i przestronny Dworzec Główny został wybudowany w latach 1894–1900 w stylu tzw. „gdańskiego renesansu”. Projektantami kompleksu dworcowego byli Alexander Rüdell, Paul Thömer, mistrz budowlany Georg Cuny oraz kolejowy inspektor budowlany Glasewald. Jest zlepkiem eklektycznych form renesansu i baroku. Gmach dworca i wieżę zbudowano z cegły i bogato ozdobiono piaskowcem z Wartkowic. 28 października 1900 oddano do użytku część główną, tzw. Empfangsgebäude (budynek powitalny); uroczyste otwarcie całości nastąpiło 30 października 1900. Wieża o wysokości 50 m (z zegarami), zbudowana w latach 1898–1899, nawiązywała do architektury staromiejskiego kościoła św. Katarzyny. Do czasu zelektryfikowania kolei spełniała ona również funkcję ukrytej, wkomponowanej w zabudowę wieży ciśnień. Tarcze zegarowe (o średnicy 3,25 m) umieszczone zostały na wysokości 25,6 m. Stary dworzec „Brama Wyżynna” zamknięto 30 października 1896 i rozebrano w czasie budowy nowego dworca.
Układ dworca odpowiadał najnowszym ówcześnie osiągnięciom i wymogom. Wyposażony on został w dużą halę recepcyjną z kasami, przechowalnię bagażu, budki telefoniczne, urząd telegraficzny, komisariat policji, wspólną poczekalnię dla klas I i II oraz osobne dla III i IV klasy, umywalnię, toaletę męską i damską oraz bufet. Znajdowały się tu również pomieszczenia przeznaczone do użytku rodziny cesarskiej, w pierwszym rzędzie rezydującego we Wrzeszczu następcy tronu Fryderyka Wilhelma.
Wybudowanie dworca spowodowało zmiany w tej części miasta. Okolice w pobliżu stały się terenami atrakcyjnymi dla inwestorów, przede wszystkim branży hotelarskiej. Już niedługo po uruchomieniu wskazywano jednak na jego niefortunną lokalizację między miastem a Górą Gradową, w wyniku której niemożliwa była jego rozbudowa w miarę zwiększających się potrzeb miasta.
18 maja 1939 w północnej głowicy rozjazdowej stacji wykoleił się pociąg pospieszny Warszawa – Gdynia. W wyniku wypadku 2 członków załogi parowozu doznało ciężkich obrażeń i w rezultacie zmarło.
W 1945 został podpalony, a po II wojnie światowej odrestaurowany. Wieża uniknęła spalenia.
14 lutego 1963 godz. 5 na północ od stacji, pomiędzy wiaduktem Błędnik i przystankiem Stocznia, zderzyły się dwa pociągi towarowe zmierzające w kierunku południowym z Gdyni (z ładunkiem cementu) i z Nowego Portu (z rudą żelaza). Winnym starcia był maszynista pociągu z Nowego Portu, który nie zauważył semafora z sygnałem „stój”.
14 grudnia 1970, w czasie wydarzeń grudniowych, budynek został spalony. W styczniu 1971 przeprowadzono remont budynku, który wykonała brygada z Gdańskiego Przedsiębiorstwa Robót Elewacyjnych. Informację o tym fakcie odnotowano na blankiecie telegramu, zamurowanym w 1971 i odkrytym w czasie remontu dworca 40 lat później.
Na początku lat 90., podczas generalnego remontu, hala dworca została zabudowana dwupoziomową antresolą handlową, która jednak nie cieszyła się popularnością podróżnych i w 2013 została wyburzona.
9 lipca 2001 miała miejsce powódź w Gdańsku, na której skutek stacja Gdańsk Główny została zalana.
W 2014 rozpoczęto przygotowania do kolejnej przebudowy budynku dworca przez PKP SA, która miała być skoordynowana z projektem rewitalizacji stacji przez PKP Polskie Linie Kolejowe. Rozpoczęcie prac budowlanych miało nastąpić w III kwartale 2017. W toku prac usunięte zostały zmiany dokonane w l. 90. w północnej części obiektu, wymieniona stolarka okienna i drzwiowa (na zbliżone do pierwotnych), system informacji pasażerskiej, monitoring, odtworzone zostały strome, dwuspadowe dachy nad dawnymi poczekalniami (obecnym barem McDonald’s), odnowiona elewacja i wykonane przedłużenie tunelu znajdującego się w osi dworca na wschodnią stronę ul. Podwale Grodzkie (powierzchnia przedłużonej części – ok. 1300 m kw.), a ponadto pojawią się ruchome schody. W holu głównym, któremu przywrócony zostanie historyczny wygląd, kolorystyka i oświetlenie – w tym malowidła i herby na ścianach, boazerie, sufity i posadzki, a także secesyjne witraże (zniszczone w większości w 1945; Polacy w ich miejsce w półrozecie frontowej nad wejściem głównym zainstalowali grafikę przedstawiającą okręt z godłem Polski na żaglu, a podczas modernizacji w latach 60. wstawili zwykłe szyby). Zrekonstruowane zostaną również drewniane witryny kas i punktów usługowych wraz z gzymsami i detalami. Sam budynek zostanie dostosowany do potrzeb osób niepełnosprawnych. Ujednolicona zostanie również nawierzchnia przed placem dworcowym; zrezygnowano przy tym z koncepcji realizacji odkrytego pasażu handlowego przed między budynkiem dworca a ulicą. Zamiast niego równolegle do budynku dworca zrealizowany zostanie tunel łączący obydwa istniejące wcześniej tunele dworcowe. Szacowane koszty przebudowy części należącej do PKP SA wynosiły pierwotnie około 50 mln zł, a czas realizacji – około 18 miesięcy. Szacunkowy koszt prac w ogłoszonym w lipcu 2018 przetargu wzrósł jednak do 70,6 mln zł, a jedyna złożona oferta Budimexu opiewała na 120 mln zł, co spowodowało unieważnienie postępowania i przystąpienie do prac nad kolejnym przetargiem, który rozstrzygnięto 4 czerwca 2019. Wykonawcą remontu dworca za 99,6 mln zł (wobec założonych w kosztorysie 83,4 mln zł) został Mostostal Warszawa, z którym PKP podpisały umowę 27 sierpnia 2019. Remont rozpoczęto w połowie września 2019. 21 marca 2020 wieczorem budynek dworcowy został zamknięty dla pasażerów, a obsługę pasażerów na około 1,5 roku przejął tymczasowy obiekt kontenerowy. Remont zakończył się 31 lipca 2023.
W zakresie przebudowy infrastruktury kolejowej dworca przez PKP PLK przeprowadzono remont peronów dalekobieżnych nr 1 i 2 (połączony z ich podwyższeniem i wymianą nawierzchni z asfaltowej na granitową kostkę z płytami antypoślizgowymi na obrzeżach) oraz tuneli, wymianę poszycia wiat (z zachowaniem ich historycznych żeliwnych konstrukcji nośnych) i elementów małej architektury (ławki, kosze, oświetlenie i zegary) oraz instalację systemu informacji pasażerskiej, 4 wind oraz 4 ruchomych schodów. Restauracji poddano również pochodzące z XX w. kamienne schody i barierki. Kosztujący 64 mln zł remont rozpoczął się we wrześniu 2017. 25 września 2018 oddano do użytku wyremontowany i podwyższony peron 2, remont peronu 1 zakończono częściowo w czerwcu 2019 (kiedy udostępniona ma zostać jedna z krawędzi peronowych), a ostatecznie na przełomie sierpnia i września 2019. W związku z tym od 4 lutego do 14 kwietnia 2019 zamknięto część tunelu umożliwiającą przejście między dworcem kolejowym i dworcem autobusowym.
24 grudnia 2019 oddano do użytku windy i ruchome schody prowadzące na perony z tunelu położonego w osi budynku dworcowego; drugi tunel został oddany do użytku na przełomie stycznia i lutego 2020.

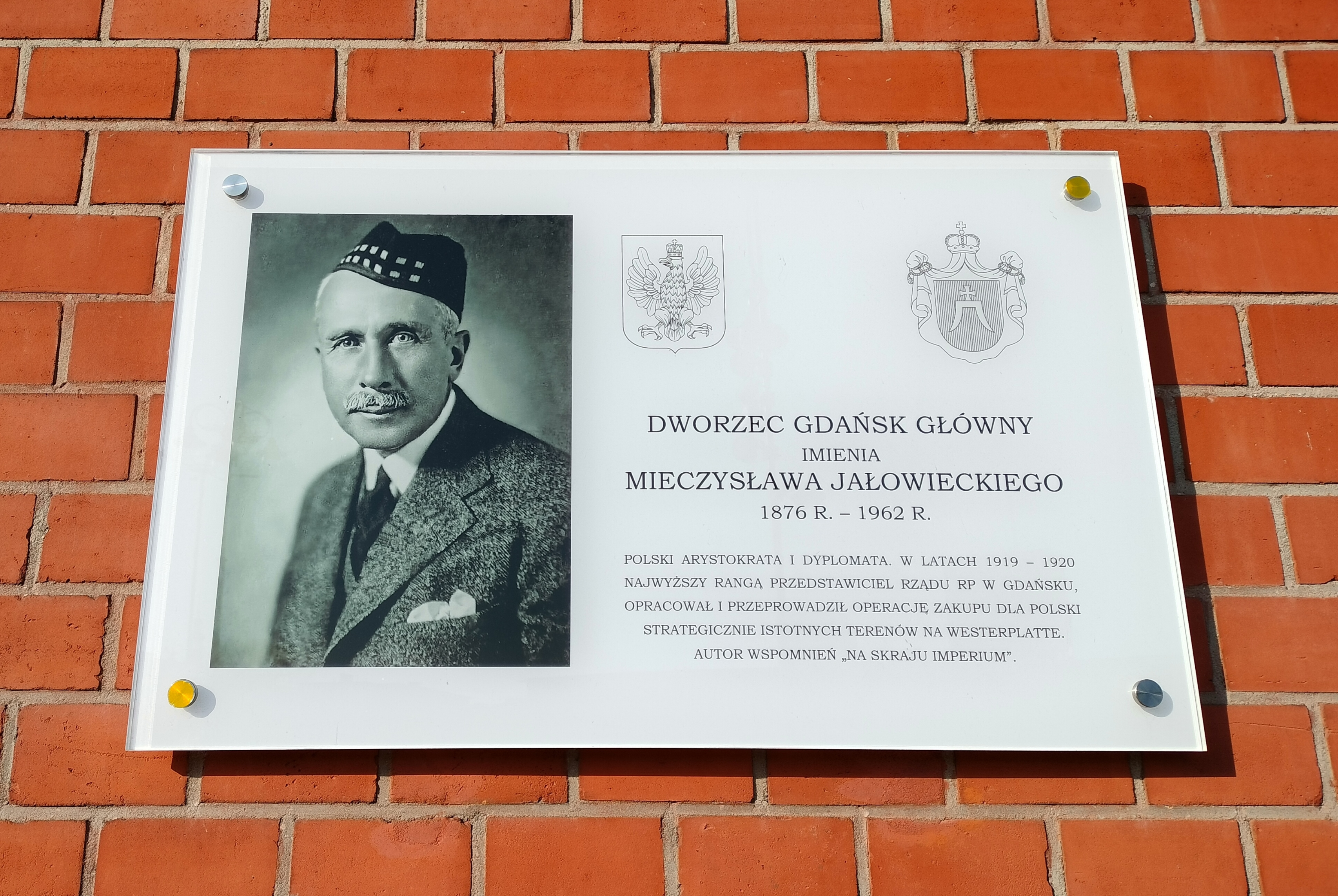
Tablica upamiętniająca M. Jałowieckiego na elewacji dworca od strony ul. Podwale Grodzkie, odsłonięta 5 grudnia 2023 r.

5 grudnia 2023 r. patronem dworca został Mieczysław Jałowiecki – polski arystokrata i dyplomata, w latach 1919–1920 najwyższy rangą przedstawiciel Rządu RP w Gdańsku, którego działania doprowadziły m.in. do przejęcia przez Polskę terenu Westerplatte, autor obszernych wspomnień obejmujących także epizod gdański ("Na skraju imperium").

## Linie kolejowe
Według nomenklatury PKP na stacji Gdańsk Główny spotyka się 5 linii kolejowych. Wszystkie są normalnotorowe, zelektryfikowane. Najważniejszymi z nich są linie z Warszawy Wschodniej i do Stargardu, wykorzystywane intensywnie zarówno w ruchu pasażerskim, jak i towarowym. Lokalnie duże znaczenie ma linia do Rumi, czyli wydzielona linia SKM. Ponadto na stacji początek mają dwie równoległe linie jednotorowe w kierunku Nowego Portu – do stacji Gdańsk Zaspa Towarowa (głównie ruch towarowy) oraz linia pasażerska biegnąca dawniej do stacji Gdańsk Nowy Port, obecnie do stacji Gdańsk Brzeźno i używana okazjonalnie w czasie imprez sportowych i targowych na odcinku do przystanku Gdańsk Stadion Expo.

## Infrastruktura

### Dworzec
Kompleks dworcowy, oprócz kas biletowych i stanowiska informacji kolejowej, mieści różnego rodzaju sklepy i kilka punktów małej gastronomii. Główną halę dworca z wyjściem w kierunku peronów SKM łączy korytarz z punktami handlowymi oraz restauracją McDonald’s. W bezpośrednim sąsiedztwie dworca znajdował się Urząd Pocztowy Gdańsk 2, obecnie przeniesiony do budynku głównego. W budynku dawnych kas (i przedwojennego polskiego Urzędu Pocztowego Gdańsk 2) mieści się restauracja KFC, a w budynku położonym bardziej na północ – posterunek SOK. Po zachodniej stronie stacji zlokalizowany jest dworzec autobusowy, połączony z dworcem przejściem podziemnym.
Według tego samego projektu gdański dworzec wybudowany został w 1907 Gare de Colmar w Colmar w również kontrolowanej wówczas przez Niemcy Alzacji. Ponadto pałac ślubów w japońskim mieście Imari został zbudowany na podobieństwo dworca w Gdańsku.
Położony na południe od dworca budynek przy ul. Podwale Grodzkie powstał w latach 1898–1900 i mieścił wówczas siedzibę naczelnika stacji (względnie inspekcji kolei żelaznych). Po 1945 w budynku mieściła się przychodnia kolejowa. W 2017 zakończono adaptację budynku na czterogwiazdkowy Hotel Central Gdańsk z 39 pokojami, salą balową i salą konferencyjną oraz browar restauracyjny serwujący m.in. piwo jopejskie. Od strony torów kolejowych powstało szklane foyer mieszczące wejście do browaru, który zajmie piwnicę i parter.
Położony nieopodal budynek dawnej poczty dworcowej pochodzi z 1902 roku. W 2013 został wykupiony z rąk PKP i poddany rekonstrukcji według stanu z początku istnienia. Trwa jego adaptacja na restaurację i hotel z 25 pokojami.

### Przejścia podziemne
Na stacji znajdują się dwa przejścia podziemne. Krótsze łączy główną halę dworca z peronami 1 i 2. Dłuższe przejście, wykorzystywane w części miejskiej w celach handlowych, łączy wszystkich pięć peronów, biegnąc od dworca autobusowego poprzez schody ruchome, pod peronami, i dalej pod ulicą Podwale Grodzkie. Przejście to umożliwia także dostęp do przystanków tramwajowych, zarówno od strony Podwala Grodzkiego, jak i ulicy 3 Maja (przy dworcu autobusowym). Na stacji znajduje się również nieczynny tunel bagażowy z nieużywanymi windami towarowymi.
Poprzednia stacja kolejowa, Dworzec Brama Wyżynna, której tory znajdowały się w tym samym miejscu, posiadała jedynie przejście naziemne, obecnie nieistniejące, zwane od swego kształtu trąbą słonia.

### Perony

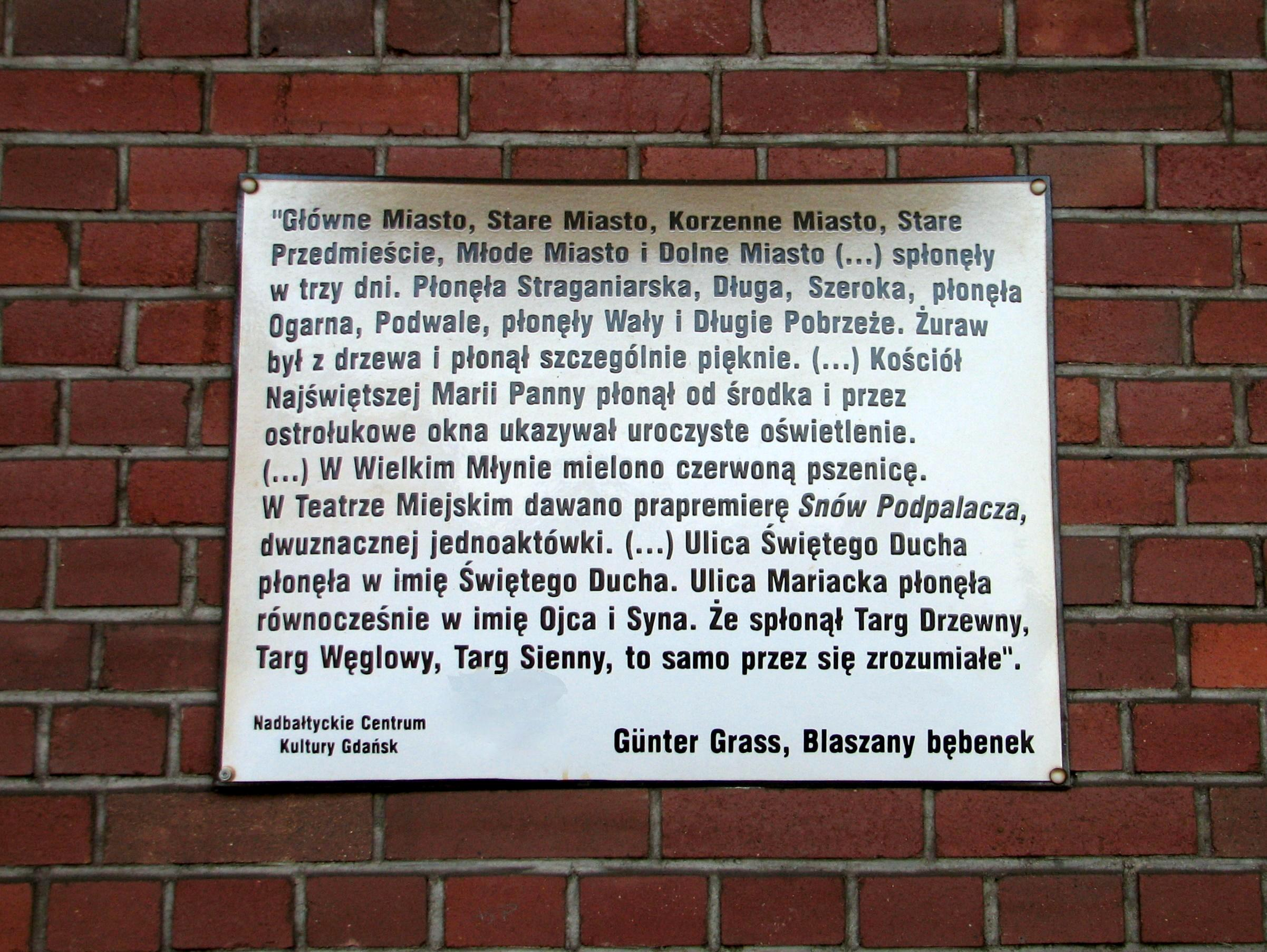
Cytat z Blaszanego Bębenka umieszczony na małym budynku na peronie drugim (usunięta po jego wyburzeniu). Opisuje lekko zniszczenie Gdańska przez Armię Czerwoną

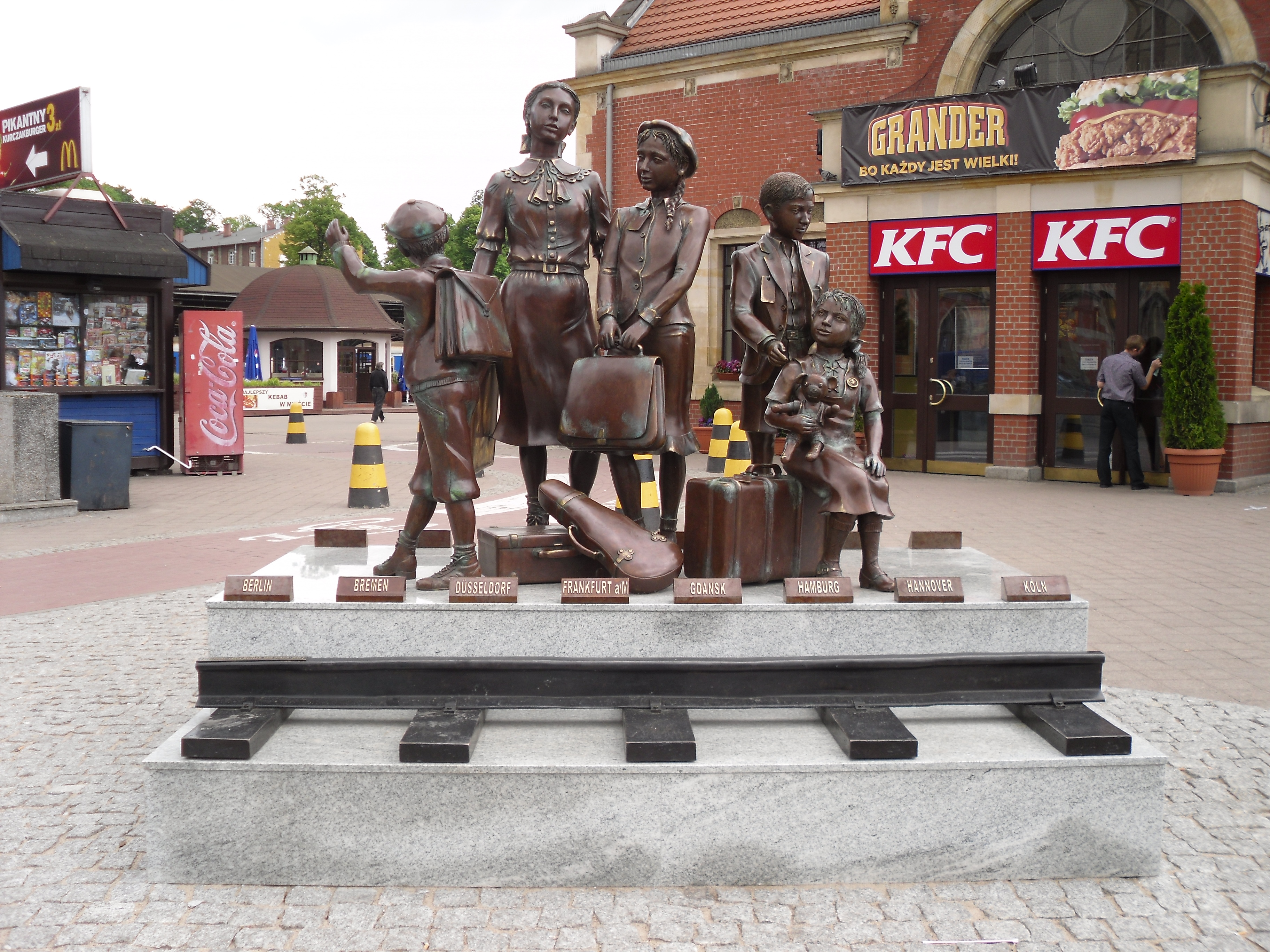
Pomnik Kindertransportów przed dworcem, upamiętniający dzieci żydowskie ewakuowane z Gdańska w 1939 r.

Stacja posiada w sumie pięć peronów, w tym trzy wyspowe, przeznaczone do obsługi ruchu regionalnego i dalekobieżnego, a także trzy perony obsługujące pociągi Szybkiej Kolei Miejskiej. Wszystkie perony są w większości zadaszone. Perony ponumerowane są od 1 do 5, począwszy od strony dworca PKS.
- Peron 1 – przyjmuje pociągi z kierunku Gdańska Wrzeszcza w kierunku Tczewa, a także pociągi kończące tutaj bieg i odstawiane na tory pod wiaduktem Błędnik.
- Peron 2 – przyjmuje pociągi przyjeżdżające z kierunku Tczewa w kierunku Gdyni. Na peronie znajdowało się dawniej pomieszczenie dyżurnego ruchu peronowego.
- Peron 3 – krawędź od strony peronu drugiego służyć mogła dawniej pociągom SKM nie kończącym biegu na stacji Gdańsk Gł. – to jest odjeżdżającym lub przyjeżdżającym z Tczewa. Druga krawędź spełniała podobne funkcje jak perony 4 i 5. 9 sierpnia 2013 rozpoczęła się przebudowa peronu na wyspowy, z przeznaczeniem dla pociągów SKM do przystanku Gdańsk Śródmieście[52], w wyniku której nadano mu historyczny wygląd ze stylizowanymi lampami oświetleniowymi. Przebudowa ta wymusiła konieczność rozbiórki znajdującego się pod peronami 3 i 4 schronu przeciwlotniczego z II wojny światowej o pow. 413 m² i mieszczącego 428 osób[53].
- Perony 4 i 5 – obsługują pociągi SKM kończące bieg na stacji Gdańsk Gł., a następnie rozpoczynające przejazd w przeciwnym kierunku. Przedłużenie linii 250 do przystanku Gdańsk Śródmieście spowodowało znaczące zmniejszenie ruchu przy tych peronach. Dawniej z peronu 5 odjeżdżały pociągi SKM do Nowego Portu, aktualnie zaczynają i kończą tam bieg pociągi specjalne kierowane do stacji Gdańsk Stadion Expo. Z kolei peron 4 nie jest używany w ruchu pasażerskim.

### Pozostała infrastruktura
Na terenie całej stacji Gdańsk Główny używane są jedynie semafory świetlne, wszystkie tory przy peronach są zelektryfikowane. Nastawnia dysponująca „G”.